# Ostružnica
Ostružnica (em cirílico:Остружница) é uma vila da Sérvia localizada no município de Čukarica, pertencente ao distrito de Belgrado, na região de Šumadija. Possuía uma população de 4087 habitantes segundo o censo de 2009.

## Demografia
| 1948  | 1953  | 1961  | 1971  | 1981  | 1991  | 2002  |
| ----- | ----- | ----- | ----- | ----- | ----- | ----- |
| 2 304 | 2 663 | 3 840 | 4 016 | 4 060 | 3 787 | 3 929 |